# Kailaš
Gora Kailaš (tudi Kailas; Kangrinboqê ali Gang Rinpoche, poenostavljena kitajščina: 冈仁波齐 峰, Gāngrénbōqí feng, sanskrt: कैलाश Kailasa) je vrh v pogorju Kailaš (gorovje Gangdisê), ki je del Transhimalaje v Tibetu. Leži v bližini izvirov nekaj najdaljših rek v Aziji: reke Ind, Satledž (velik pritok reke Ind), reke Brahmaputra in reke Karnali (pritok reke Ganges). Velja za sveto mesto štirih verstev: Bon, budizem, hinduizem in džainizem. Gora leži ob jezeru Manasarovar in jezeru Rakshastal v Tibetu.

## Ime
Gora je znana kot Kailāśa (कैलाश) v sanskrtu.  Beseda je lahko izpeljana iz besede kēlāsa (केलास), kar pomeni "kristal". 
Tibetansko ime za goro je Gangs Rin-po-che. Gangs ali Kang je tibetanska beseda za sneženi vrh, kar je analogno alp ali himal; rinpoče je častni pomen za "dragocenost", tako da se lahko kombinirani izrazi prevedejo v "dragocen snežni dragulj".
"Tibetanski budisti pravijo Kangri Rinpoče;"Dragocena snežna gora". Bon besedila poznajo več imen: "Vodna roža", Gora morja", "Gora devet krake svastike". Za hindujce je dom gorskega boga Šive in simbol njegove simbolne moči; za džainiste je, kjer je bil njihov prvi vodja razsvetljen, za budiste je popek vesolja in za pristaše Bon, nebeško bivališče boginje Sipaimen."
Drugo lokalno ime za goro je Tisé, ki izhaja iz ti tse v jeziku Zhang-Zhung, kar pomeni "vodni vrh" ali "rečni vrh", kot konotacija na status gore kot vir mitoloških rek leva, konja, pava in slona, v resnici Inda, Yarlung Tsangpo / Dihang / Brahmaputre, Karnali in Satledž, ki vse izvirajo v regiji Kailaš-jezero Manasarovar.

## Religiozni pomen

### V hinduizmu
Glede na hinduizem, bog Šiva, uničevalec nevednosti in iluzij, stalno prebiva na vrhu legendarne gore z imenom Kailāśa, kjer sedi v stanju stalne meditacije, skupaj s svojo ženo Pārvatī. Je naenkrat bog joge in zato popoln asket, vendar je tudi božanski mojster tantre. 
Po mnenju Charlesa Allena, en opis v Višnu Purana gorskih držav, so njeni štirje obrazi narejeni iz kristala, rubina, zlata in lapis lazulija. To je steber sveta in se nahaja v središču šestih gorovij, ki simbolizirajo lotos. 

### V džainiumu
V džainizmu je Kailaš znan tudi kot Meru Parvat ali Sumeru. Ashtapada, gora zraven  Kailaša je na mestu, kjer sta prva džaina Tirtankara, Rišabadeva dosegla nirvano / moksa (razvetljenje, osvoboditev) 

### V budizmu
Tantrični Budisti verjamejo, da je gora Kailaš dom Bude Demchoka (znanega tudi kot Demchog ali Chakrasamvara), ki predstavlja najvišjo blaženost.
Obstajajo številna mesta v regiji, povezana z gurujem Rinpočejem (Padmasambhava), katerega tantrične prakse v svetih mestih po vsem Tibetu so nakazane z dokončno vzpostavitvijo budizma kot glavne religije v državi v 7.- 8. stoletju. [11]
Rečeno je, da Milarepa (c. 1052-c. 1135 CE), prvak tantričnega budizma, prispel v Tibet izpodbijat Naro Bon-Chunga, prvaka Bon vere v Tibetu. Dva maga sta se spopadla v bitki grozljivih čarodejev, vendar nobeden ni mogel pridobiti odločilne prednosti. Nazadnje je bilo dogovorjeno, da tisti, ki bo najhitreje prišel do vrha Kailaša, bo zmagovalec. Medtem ko je Naro Bon-chung sedel na čarobni boben in poskočil navzgor po pobočju, so privrženci Milarepa osupli, da ga vidijo še vedno sedeti in meditirati. Šele ko je bil Naro Bon-chung skoraj na vrhu, je Milarepa nenadoma začel z akcijo in ga prehitel jahajoč na sončnih žarkih in tako zmagal v tekmovanju. Ni pa zmetal prgišča snega na vrh bližnje gore, od tedaj je znane kot Bönri, zapustil Bönpo in tako zagotovil stalno Bönpo povezave z regijo. 

### V Bon
Bon religija, ki je starejša od budizma v Tibetu trdi, da je celotna mistična regija in gora devet-strane svastika, sedež vse duhovne moči.

## Romanje
Vsako leto na tisoče ljudi opravi romanje okrog Kailaša, ki je tradicija stara tisoče let. Romarji  različnih religij verjamejo, da je obkrožitev gore Kailaš peš sveti ritual, ki prinaša srečo. Romanje ga hindujci in budisti izvedejo v smeri urinega kazalca. Privrženci džainizma in Bön religije obkrožijo goro v nasprotni smeri urnega kazalca. Pot okoli gore Kailaš je dolga 52 km.
Nekateri romarji menijo, da bi moral biti celoten sprehod okoli Kailaša narejen v enem dnevu, ki pa ni lahka naloga. Oseba, ki je v dobri kondiciji hitre hoje bi potrebovala morda 15 ur za dokončanje 52 km pohoda. Nekateri goreče želijo doseči ta podvig, a jih malo prestraši neraven teren, višinska bolezen in drugi težki pogoji, s katerimi se soočajo na pohodu. Pravi  romarji se lotijo veliko bolj zahtevnega načina in opravijo na celi dolžini prostracije: romar se skloni, poklekne, se zlekne (prostrira) v polni dolžini, naredi s prsti odtis, se dvigne na kolena, moli in potem ponavlja postopek v smeri oznake, ki jo je napravil v prejšnjem koraku. To zahteva vsaj štiri tedne telesne vzdržljivosti za opravljanje celotne poti na tak način. Gora se nahaja v zelo oddaljenem in negostoljubnem območju tibetanskega dela Himalaje. Nekaj sodobnega udobja, kot so klopi, počivališča in osvežitev v kioskih obstaja za pomoč romarjem v njihovi pobožnosti. V vseh religijah, ki častijo goro, je stopiti na njena pobočja ali vrh, greh. Gre za priljubljeno prepričanje, da so stopnišče na goro Kailaš vodi v nebesa.
Po političnih in obmejnih motnjah na kitajsko-indijski meji, je bilo romanje na legendarno prebivališče boga Šive od leta 1954 do 1978 ustavljeno. Nato je bilo omejenemu številu indijskih romarjev dovoljeno obiskati kraj, pod nadzorom kitajskih in indijskih oblasti bodisi po dolgem in nevarnem pohodu čez himalajske gore, po kopnem iz Katmanduja ali iz Lase preko velike tibetanske planote z avtomobilom. Vožnja traja štiri nočne postanke, ko se končno prispe v Darchen na nadmorski višini 4.600 m, majhni postojanki, kjer se romarji zberejo. Kljub minimalni infrastrukturi, skromnim gostiščem, ki so na voljo tudi za tuje romarje, Tibetanci običajno spijo v svojih šotorih. Zgrajen je bil majhen regionalni zdravstveni center, ki služi celotnemu zahodnemu Tibetu in ga je financirala švicarska Ngari Korsum fundacija leta 1997.
Hoja okoli svete gore, del poteka po uradnem parku, je treba opraviti peš, s poniji ali jaki, pri čemer si nekatere vzamejo za treking tri dni, začenši z višine okrog 4600 m, mimo Tarbocheja (steber za zastavo), prečkajo prelaz Drölma 5500 m in dvakrat prenočijo na poti. Prvič v bližini travnika Dirapuk gompa, približno 2 do 3 km pred prelazom in drugič po prehodu in spustu, kolikor je mogoče daleč (ko se v daljavi vidi Gauri Kund).

## Geologija
Regija okoli gore Kailaš in območje povirja Inda je zaznamovano z obsežnim gubanjem sedimentnih kamnin iz obdobja krede do sredine kenozoika, ki imajo intruzije magmatskih kamnin granita iz kenozoika. Kailaš je videti, da je viseča metasedimentna streha, ki jo podpira masivna baza granita. Kenozojske kamnine predstavljajo obalne morske apnence nanesene pred subdukcijo Tetisove oceanske skorje. Ti sedimenti so bili deponirani na južnem robu azijskega bloka med subdukcijo Tetisove oceanske skorje pred trčenjem med indijsko in evrazijsko ploščo. 

## Gorništvo
Leta 1926 je Hugh Ruttledge študiral severno steno, ki je bila po ocenah visoka 1800 m in "skrajno nepreplezljiva" in pomislil na vzpon po severovzhodnem grebenu, vendar mu je zmanjkalo časa. Ruttledge je raziskal območje s polkovnikom R.C. Wilsonom, ki je bil na drugi strani gore s svojim šerpo, po imenu Satan. Ta je menil, da je JV greben možno preplezati do vrha. Več odlomkov iz članka v Wilsonovem Alpine Journal (vol. 40, 1928) kaže, da je resno nameraval splezati na Kailaš, vendar je tudi zmanjkalo časa. Herbert Tichy je bil na tem območju leta 1936 in poskušal splezati Gurla Mandhata. Ko je vprašal enega od Garponov iz Ngarija ali je Kailaš mogoče splezati, je ta odgovoril: "Samo človek povsem brez greha se lahko povzpne na Kailaš. In mu ne bi bilo treba dejansko preplezati ledene stene - on bi se spremenil v ptico in odletel na vrh." 
 Reinholdu Messnerju je bila dana možnost s strani kitajske vlade, da v sredini 1980-ih pleza, vendar je to možnost zavrnil. 
Leta 2001 je kitajska dala dovoljenje španski ekipi da se povzpne na vrh, ampak so se zaradi neodobravanja mednarodne javnosti Kitajci odločili, da prepovedo vse poskuse za vzpon na goro.  Messner je dejal, kar se je nanašalo na španske načrte: "Če bomo osvojiti to goro, smo osvojili nekaj v dušah ljudi ... Jaz bi predlagal, da gredo in se povzpnejo na nekaj malo težjega. Kailaš ni tako visok in ni tako težek."